# Disa cernua
Disa cernua es una especie de orquídea de hábito terrestre originaria de Sudáfrica.
Es una orquídea con flores pequeñas, pertenecientes a la subtribu Disinae.

## Descripción
Se trata de una orquídea de tamaño pequeño, que prefiere el clima frío, es de hábito terrestre con las hojas lanceoladas lineales. Florece en una inflorescencia terminal erecta de 10 a 25 cm de largo. La floración se produce en la primavera.

## Distribución y hábitat
Se encuentra sólo en el suroeste de Sudáfrica en Provincia del Cabo , a pleno sol en alturas desde el nivel del mar hasta los 400 metros.

## Taxonomía
Disa cernua fue descrita por (Thunb.) Sw.  y publicado en Kongl. Vetenskaps Academiens Nya Handlingar 21: 211. 1800.
Etimología
Disa : el nombre de este género es una referencia a  Disa, la heroína de la mitología nórdica hecha por el botánico Carl Peter Thunberg.
cernua: epíteto latino de cernuus que significa "inclinado".
Sinonimia
- Satyrium cernuum Thunb. 1794
- Monadenia cernua (Thunb.) T.Durand & Schinz 1894
- Disa physodes Thunb. 1807
- Disa prasinata Ker Gawl. 1817
- Monadenia prasinata (Ker Gawl.) Lindl. 1838
- Monadenia inflata Sond. 1846[2]